# Emich I. (Nassau-Hadamar)
Emich I. von Nassau, auch Emicho (* im 13. Jahrhundert; † 7. Juni 1334), 1289 erstmals nachgewiesen, war der zweite Sohn des Grafen Otto I. von Nassau und dessen Gemahlin Agnes von Leiningen († nach Dezember 1299), Tochter des Grafen Emich IV. von Leiningen-Landeck. Emich war der Begründer der älteren Linie Nassau-Hadamar und ein Vetter des Königs Adolf von Nassau. Er und sein Bruder Heinrich kämpften in der Ritterschlacht bei Göllheim am 2. Juli 1298 auf der Seite Adolfs.

## Graf von Nassau-Hadamar
Nach dem Tod des Vaters, dem Begründer der Ottonischen Linie des Hauses Nassau, im Jahre 1290 wurde dessen Grafschaft nach langem Streit 1303 unter seine drei überlebenden Söhne geteilt. Der älteste, Heinrich († 1343), erhielt Nassau-Siegen mit der Ginsburg und der Herrschaft zum Westerwald, und Johann erhielt Nassau-Dillenburg mit Herborn, Haiger und Beilstein. Emich bekam Nassau-Hadamar mit Hadamar, der Esterau, dem nassauischen Anteil der Herrschaft Driedorf und des Gerichts Ellar, den ottonischen Anteilen an Dausenau und Ems sowie einigem Streubesitz.

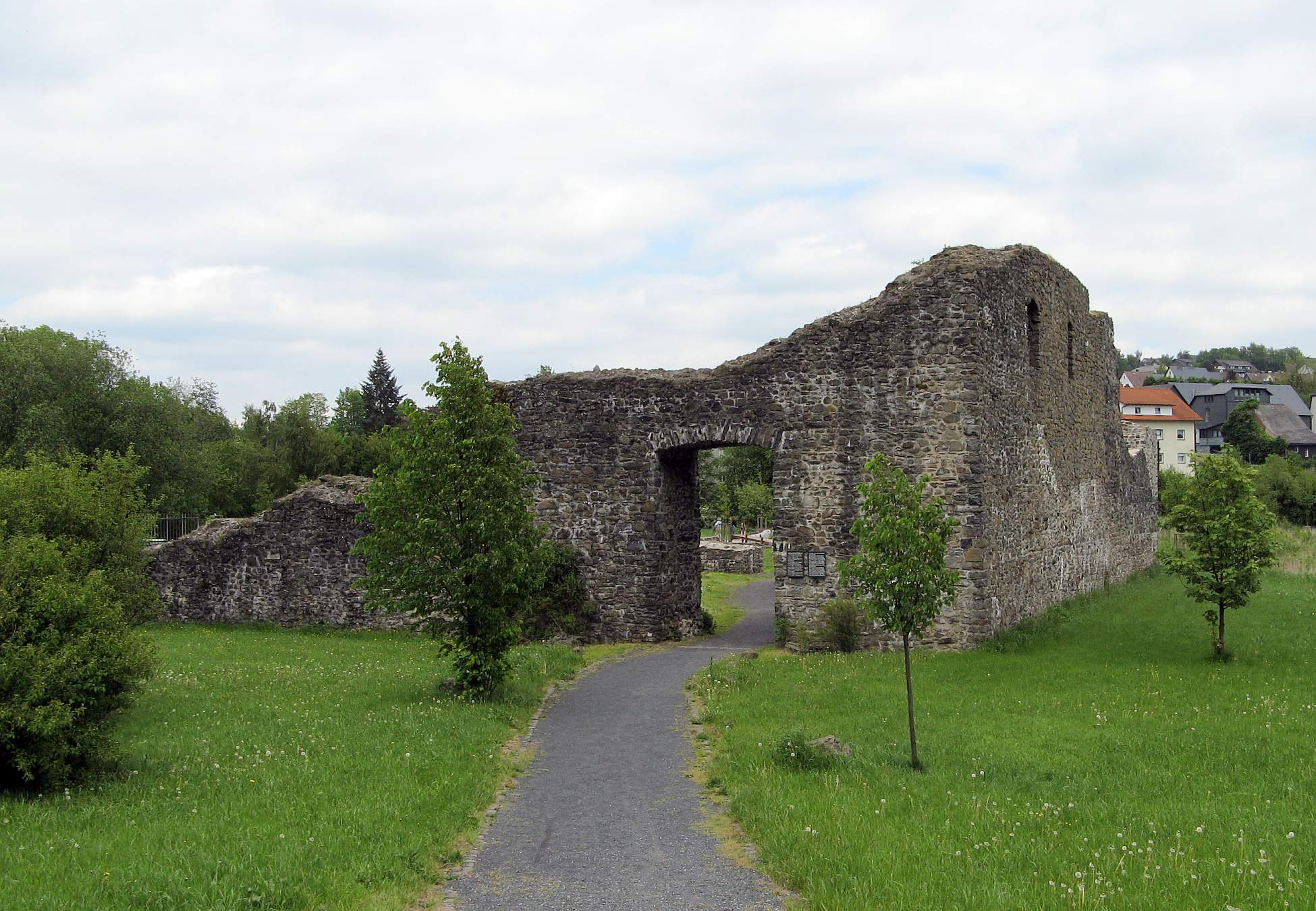
Ruine des Junkernschlosses in Driedorf

Emichs Residenz war zunächst das „Junkernschloss“ in Driedorf, und 1305 erwirkte er von König Albrecht I. die Verleihung der Stadtrechte für den der Burg vorgelagerten Ort Driedorf. Allerdings war der Besitz von Driedorf umstritten, da es sich um ein Lehen der Landgrafschaft Hessen handelte und zwischen den Landgrafen und dem Haus Nassau die zwischen 1230 und 1333 wiederholt aufbrechende schwere Dernbacher Fehde ausgetragen wurde. Noch 1290 war es den Herren von Greifenstein als Mitbesitzern von Driedorf mit hessischer Hilfe gelungen, Heinrich und Emich von Nassau zum Abbruch zweier Burgen bei Driedorf zu zwingen; allerdings besiegelt dieser in Wetzlar geschlossene Vertrag auch das absehbare Ende des Greifensteiner Widerstands gegen die nassauische Expansion im östlichen Westerwald. Erst 1316 konnte Emich den Anteil der Greifensteiner an Driedorf für 250 Mark erwerben.

## Pfandbesitz in Franken
Im Jahr 1299 erwarb Emich beträchtlichen Besitz im Raum Nürnberg, als König Albrecht I. ihm und seiner Frau Anna die Burg Kammerstein, Schwabach, Altdorf, sowie die Burg und den Ort Kornburg verpfändete. Diese Urkunde kann als Beginn einer Aussöhnung des Hauses Nassau mit Albrecht interpretiert werden, nachdem dieser als Gegenkönig gegen das Mitglied des Hauses Adolf von Nassau siegreich geblieben war. Bald folgten finanzielle Vereinbarungen mit anderen Nassauer Grafen. Emich ließ Schwabach mit Wall, Graben und Palisaden befestigen und verlieh dem Ort im Jahre 1303 das Marktrecht. (Diese Besitzungen wurden 1348 von Karl IV. Emichs Söhnen Johann und Emich II. als erbliches Reichslehen überlassen, aber schon 1364 von Johann an die Nürnberger Hohenzollern verkauft, seine Verwandten mütterlicherseits.)

## Hadamar

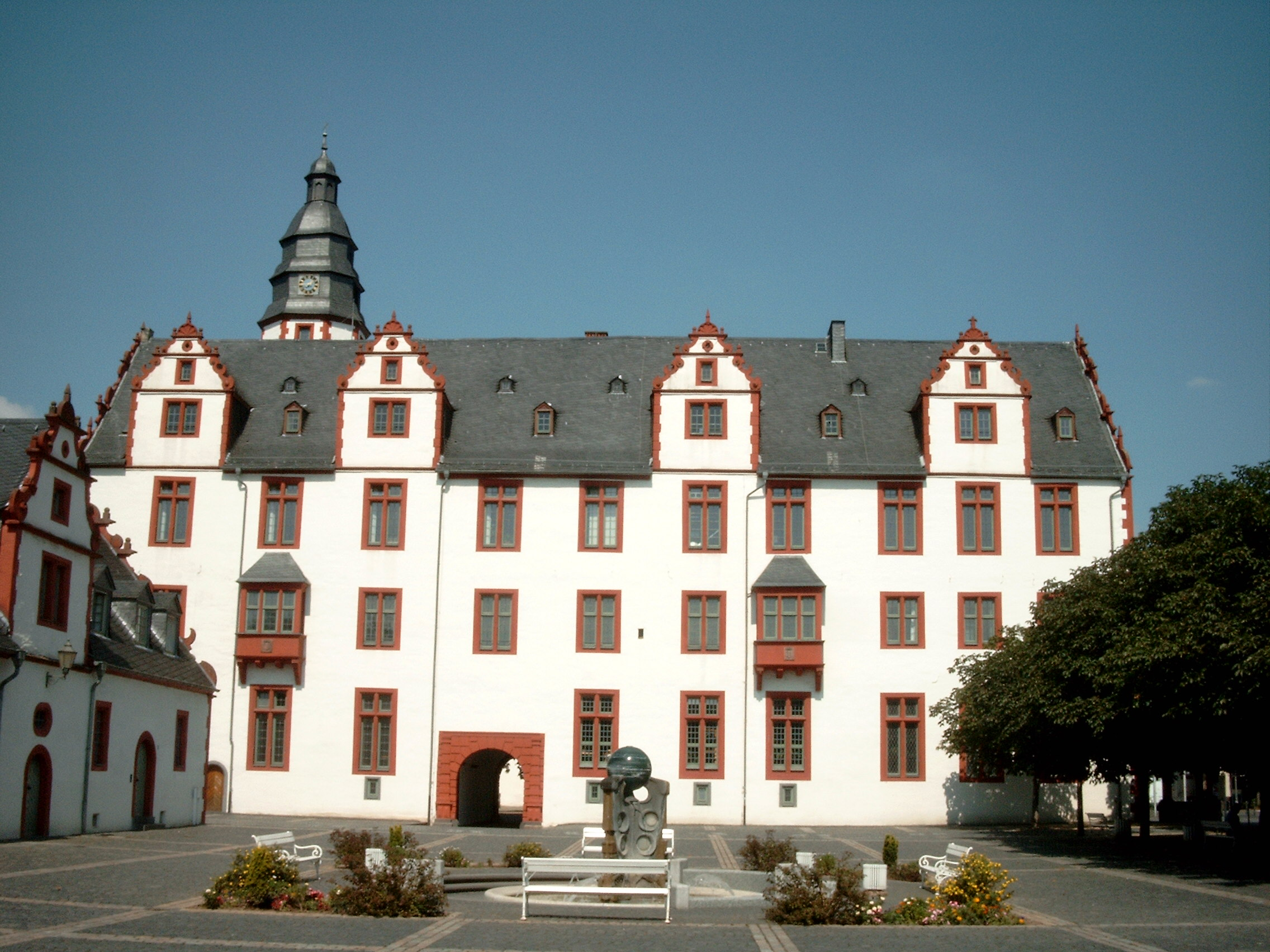
Südflügel des Schlosses Hadamar

Am 18. Dezember 1320 kaufte Emich den Musterhof des zisterziensischen Klosters Eberbach am linken Ufer des Elbbachs gegenüber der Siedlung Hadamar mit umfangreichen Ländereien. Er ließ den Hof zur Wasserburg Hadamar mit einem südlich der Burg liegenden Wirtschaftshof ausbauen und verlegte seine Residenz dorthin. 1324 verlieh der spätere Kaiser Ludwig IV. Emichs Orten Hadamar und Ems das Frankfurter Stadtrecht. Danach befestigte Emich den um seine Burg entstandenen Teil von Hadamar, einschließlich der Burg, mit Stadtmauer und Graben.
Der Wechsel seiner Residenz nach Hadamar diente vermutlich der besseren Sicherung von Emichs Interessen in der Grafschaft Diez und der kontinuierlichen Übernahme von Besitz und Rechten des im Niedergang befindlichen Hauses Diez. Schon seit 1317 hatte Emich die Vormundschaft über Graf Gottfried von Diez (1303–1348) inne, dessen schlechtes Finanzgebaren den Niedergang seiner Grafschaft einleitete. Bei den Verhandlungen zur Eheschließung seiner Tochter Jutta im Jahr 1324 mit Gerhard VI. von Diez (1317–1343), dem Sohn Gerhards V. von Diez, erlangte Emich erweiterte Vormundschaftsrechte über die Grafschaft Diez, die bei den Nassauer Grafen bereits erheblich verschuldet war. Als im Jahr 1332 die Vormundschaft über Gottfried von Diez nach 15 Jahren durch einen Vertrag beendet wurde, übertrugen die Diezer die gräflichen Rechte über Hadamar sowie eine Pfandschaft über das Dorf Dehrn an Emich. Am 28. März 1337 verpfändeten Gottfried und Gerhard von Diez auch das erst vier Jahre zuvor von den Merenbergern eingelöste Amt Ellar, das Vierzentische Amt, für 1450 Mark Limburger Geld an Emichs Sohn Johann.
Zwei Monate vor seinem Tod, am 4. April 1334, trug Emich die Burg und den Hof zu Hadamar dem Erzbischof Balduin von Trier zu Lehen auf und erhielt es von diesem zurück.

## Bergregal
Am 26. Februar 1298 verpfändete König Adolf von Nassau seinen Vettern Heinrich und Emich und deren Brüdern für 1000 Mark Kölner Pfennige (wobei drei Heller als ein Pfennig zu rechnen seien) das Bergwerk Ratzenscheid bei Wilnsdorf im Siegerland und die sonstigen Gruben ihres Gebietes, in denen Silber gewonnen werden konnte. Damit wurde das Bergregal der Grafen von Nassau begründet.

## Das Erbe Johanns
Als Emichs Bruder Johann als mainzisch-nassauischer Feldhauptmann am 10. August 1328 bei Wetzlar in der letzten und entscheidenden Schlacht der Dernbacher Fehde gefallen war, verzichtete Emich auf seinen Anteil an dessen Erbschaft zu Gunsten des älteren Bruders Heinrich.

## Ehe und Nachkommen
Emich heiratete schon vor 1297 Anna von Hohenzollern († 1355).
Emich und Anna hatten acht namentlich bekannte Kinder:
- Anna von Nassau-Hadamar (* unbekannt; † 1329), ⚭ vor 1322 Kuno II. von Falkenstein-Münzenberg
- Jutta von Nassau-Hadamar (* unbekannt; † zwischen dem 16. November 1359 und 1370), ⚭ vor 1324 Graf Gerhard VI. von Diez (X 1343)
- Johann von Nassau-Hadamar (* unbekannt; † vor 20. Januar 1365), 1334–1365 Graf von Nassau-Hadamar
- Emich II. von Nassau-Hadamar (* unbekannt; † 1359), 1328 und 1336 Kanoniker in Mainz, 1337–1359 Mitregent von Nassau-Hadamar
- Agnes/Nese; † als Nonne im Kloster Altenberg bei Wetzlar
- Helena; † als Nonne im Kloster Altenberg bei Wetzlar
- Margarete, ⚭ vor 1349 mit Graf Rudolf II. von Hohenberg. Sie wurden Eltern der Agnes von Hohenberg.
- Margaretha († 1343), Nonne im Kloster St. Klara in Nürnberg

Emich starb am 7. Juni 1334. Seine Witwe erhielt nach einem Vergleich mit ihrem Sohn Johann im Jahre 1336 als Wittum die Reichsburg Kammerstein und mehrere Güter in Franken. Außerdem bewilligte ihr Johann beträchtliche Naturaleinkünfte in Laurenburg, Dausenau, Hadamar, Nentershausen und in der Vogtei Weidenhahn, sowie Höfe und Grundstücke in Hadamar (den Schnepfenhäuser Hof und den Hof Rödchen), Zeuzheim und Heftrich. Bis 1349 hatte sie ihren Witwensitz in Hadamar, dann auf der Burgstall Kammerstein, wo sie zwischen 1355 und 1357 starb.